# 오동도 (하동군)
오동도(梧桐島)는 경상남도 하동군 금성면에 있는 섬이다. 특정도서로 지정하여 관리되고 있다.

## 특정도서
오동도는 다양한 식물종이 서식하고 있으며, 조간대 발달로 겨울철새 서식지로서 중요하며, 소나무 노거수가 분포하여 독도 등 도서지역의 생태계보전에 관한 특별법에 의거 특정도서로 지정되었다.
- 지정번호 : 제83호
- 면적 : 4,264m2
- 지번 : 경상남도 하동군 금성면 갈사리 산76